# Altidona
Altidona är en ort och kommun i provinsen Fermo i regionen Marche i Italien. Kommunen hade 3 501 invånare (2018).